# 地產抵押馬克

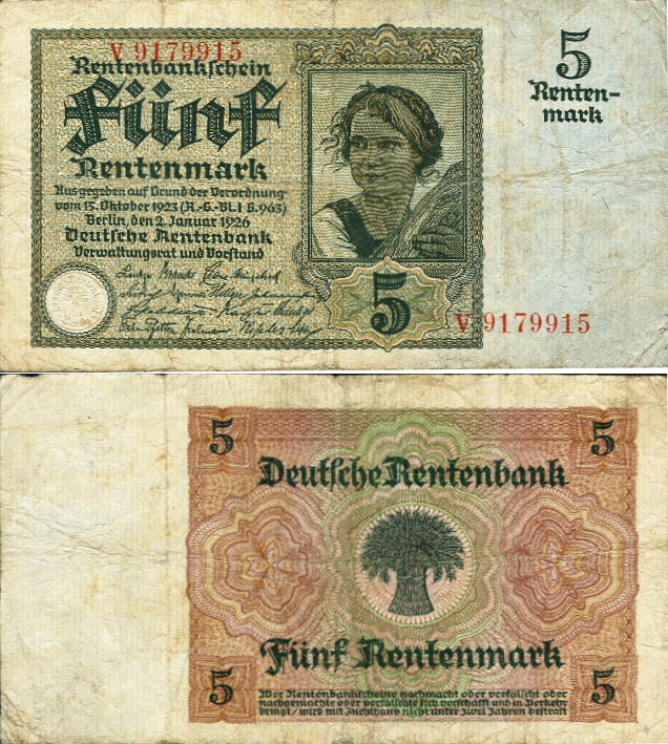
1926年推出的5地产抵押马克钞票。

地产抵押马克又称为地租马克 (Rentenmark) ，是于1923年11月在德国推出的货币，用以遏制当时的恶性通货膨胀。它取代了因通货膨胀而一文不值的纸马克 (Papiermark)，但只是作为暂时货币，不久后被国家马克取代。
一战过后，德国发生经济危机，国内缺乏足够黄金支持马克。于是，发行地产抵押马克的地租银行 (Rentenbank) 向美国抵押价值32亿地产抵押马克的土地与工业产品，以支持该货币。马克与美元挂钩，以4.2马克对1美元；马克对纸马克则是一对一兆。
德国国家银行主管雅尔玛·沙赫特、德国总理古斯塔夫·施特雷泽曼和财政部长汉斯·路德共同制定财政政策，结束了通货膨胀。
| 前任： 纸马克 | 德国货币 1923-24年 | 繼任： 帝國馬克 |